# Mas Antic (Alella)
El Mas Antic és una masia d'Alella inclosa a l'Inventari del Patrimoni Arquitectònic de Catalunya.

## Descripció
És una masia de planta rectangular, coberta amb una teulada de dos vessants i el carener perpendicular a la façana. Destaca especialment per la seva porta adovellada en forma d'arc de mig punt, per les seves obertures realitzades en pedra -llindes, llindars i brancals-, i sobretot per la torreta circular de defensa situada a l'angle superior dret de la façana. Aquesta petita torre és de forma cilíndrica, coberta amb una volta de mitja taronja, i descansa a la seva part inferior sobre tres motllures circulars concèntriques. El Mas presenta un annex lateral a l'esquerra amb arcades. Al centre superior de la façana hi ha un rellotge de sol.

## Història
El Mas antic fou construït a la meitat del segle XX amb la intenció de copiar el model de les masies típiques de la zona, i concretament del Mas Antic del Masnou, tot i ser més gran, presenta una estructura molt similar i una torre qui escollí el model a seguir.